# Alexander Decker (Boxer)
Alexander Decker (* 2. Februar 1904; † nach 1924) war ein österreichischer Boxer, der 1924 an den 8. Olympischen Spielen in Paris teilnahm, dort jedoch bereits im ersten Kampf gegen den Schweizer Theodor Stauffer unterlag.